# ماثيو بيترمان
ماثيو بيترمان (بالإنجليزية: Matthew Peterman)‏ هو كاتب سيناريو ومنتج أفلام أمريكي، ولد في 7 يوليو 1975 في ليكسينغتون في الولايات المتحدة.

## وصلات خارجية
- ماثيو بيترمان على موقع IMDb (الإنجليزية)
- ماثيو بيترمان على موقع ألو سيني (الفرنسية)
- ماثيو بيترمان على موقع أول موفي (الإنجليزية)
- ماثيو بيترمان على موقع بوكس أوفيس موجو (الإنجليزية)
- ماثيو بيترمان على موقع قاعدة بيانات الأفلام السويدية (السويدية)
- ماثيو بيترمان على موقع قاعدة بيانات الفيلم (الإنجليزية)
- ماثيو بيترمان على موقع كينوبويسك (الروسية)